# Le Quesnoy
Quesnoy – miejscowość i gmina we Francji, w regionie Hauts-de-France, w departamencie Nord.
Według danych na rok 1990 gminę zamieszkiwało 4890 osób, a gęstość zaludnienia wynosiła 344 osób/km² (wśród 1549 gmin regionu Nord-Pas-de-Calais Quesnoy plasuje się na 185. miejscu pod względem liczby ludności, natomiast pod względem powierzchni na miejscu 144.).

## Współpraca
Miejscowości partnerskie:
- Cambridge, Nowa Zelandia
- Dej, Rumunia
- Morlanwelz, Belgia
- Villarosa, Włochy